# أندي كيرك (لاعب كرة قدم)
أندي كيرك (بالإنجليزية: Andy Kirk)‏ (29 مايو 1979 ببلفاست في المملكة المتحدة - ) هو لاعب كرة قدم بريطاني في مركز الهجوم. شارك مع منتخب أيرلندا الشمالية تحت 21 سنة لكرة القدم ومنتخب إيرلندا الشمالية لكرة القدم من الدرجة الثانية ‏ ومنتخب أيرلندا الشمالية لكرة القدم. أما مع النوادي، فقد لعب مع دونفرملين أثلتيك وغلينتوران ونادي نورثامبتون تاون وهارت أوف ميدلوثيان ويوفل تاون ونادي ألوا أثليتيك ونادي بوسطن يونايتد.

## مسيرته الكروية
لعب أندي كيرك خلال مسيرته الاحترافية مع 7 أندية في واحد وعشرون موسمًا وسجل خلالها 158 هدف ضمن 494 مباراة. حيث فاز في موسمين بالكأس ولم يفز بأي دوري.
خاض أندي كيرك مسيرته مع نادي غلينتوران في موسم 1995–96 واستمر معه طيلة ثلاثة مواسم، مشاركًا في 51 مباراة سجل خلالها 18 هدفًا. ثم انتقل إلى نادي هارت أوف ميدلوثيان في موسم 1998–99 ليلعب معه ستة مواسم، حيث شارك في 115 مباراة سجل خلالها 31 هدفًا. لينتقل بعدها إلى نادي نورثامبتون تاون في موسم 2004–05 ليلعب معه أربعة مواسم، مشاركًا في 106 مباراة سجل خلالها 30 هدف. ثم انتقل إلى نادي يوفل تاون في موسم 2007–08 لمدة موسم واحد، مشاركًا في 19 مباراة سجل خلالها 4 أهداف. هذا وانتقل لاحقًا إلى نادي دونفرملين أثلتيك في موسم 2008–09 ليلعب معه خمسة مواسم، مشاركًا في 146 مباراة سجل خلالها 51 هدفًا. ثم انتقل بعدها إلى نادي ألوا أثليتيك في موسم 2013–14 لمدة موسم واحد، مشاركًا في 32 مباراة سجل خلالها 5 أهداف.

## وصلات خارجية
- أندي كيرك على موقع قاعدة بيانات كرة القدم.إي يو (الإنجليزية)
- أندي كيرك على موقع ناشيونال فوتبول تيمز (الإنجليزية)
- أندي كيرك على موقع Soccerbase.com (لاعب) (الإنجليزية)